# Engystomops pustulatus
Espèce
Synonymes
- Edalorhina pustulata Shreve, 1941
- Physalaemus pustulatus (Shreve, 1941)

Statut de conservation UICN

 LC  : Préoccupation mineure
Engystomops pustulatus est une espèce d'amphibiens de la famille des Leptodactylidae.

## Distribution
Cette espèce est endémique du Sud-Ouest de l'Équateur. Elle se rencontre jusqu'à 530 m d'altitude dans les provinces de Manabí, d'El Oro, de Guayas et de Loja.

## Publication originale
- Shreve, 1941 : Notes on Ecuadorian and Peruvian reptiles and amphibians with description of new forms. Proceedings of the New England Zoological Club, vol. 18, p. 71-83.